# Lingoria sanguinicollis
Lingoria sanguinicollis är en skalbaggsart som beskrevs av Leon Fairmaire 1901. Lingoria sanguinicollis ingår i släktet Lingoria och familjen långhorningar.
Artens utbredningsområde är Madagaskar. Inga underarter finns listade i Catalogue of Life.